# 世界の村のどエライさん
『世界の村のどエライさん』（せかいのむらのどエライさん）は、関西テレビの制作により、フジテレビ系列 （テレビ大分・テレビ宮崎を除く）で2018年1月15日から9月10日まで毎週月曜 22:00 - 22:54（JST）に放送されていたバラエティ番組である。正式名称は『世界の村のどエライさん〜そんな幸せあったんだ!?』であるが、番組表やEPGではもっぱら表題通りの表記が用いられていた。全29回、略称は『どエライさん』。

## 概要
世界各地の村で幸せに生活する人々と彼らの幸せを守る「どエライさん」たちを取材し、その人物像や仕事ぶりを紹介・掘り下げていくという内容の番組。タイトルに世界の村とあるが、日本国内の村や町を取り上げた回もある。MC（司会）は山崎育三郎、千鳥、高見侑里が担当。山崎がMCを務めるのは本番組が初めてとなる。また、千鳥が2人揃ってフジテレビのレギュラー番組を担当するのは『ピカルの定理』以来4年9ヶ月ぶりとなる。
本番組は、視聴率の低迷により1年で終了した前番組『ちょっとザワつくイメージ調査 もしかしてズレてる?』に替わってスタートした。月曜のこの時間帯はかつて『SMAP×SMAP』が放送されていた通称「スマスマ枠」であり、千鳥のノブは番組の放送開始前に「伝統ある枠なので末永く細々と続けていくことができれば…」と意気込みを語ったが、本番組もまた低視聴率により放送開始から8か月で打ち切られた。初回視聴率は4.1%、第2回の視聴率は3.3%、第5回は2.1%を記録し、視聴率が前番組より激しく低迷している（視聴率はビデオリサーチ調べ、関東地区・世帯・リアルタイム）。千鳥がテレビ朝日の『金曜★ロンドンハーツ』2018年3月9日放送分にゲスト出演した際、本番組のMCをしていることに触れられ、視聴率が低いことを自虐的にギャグにした。また、前番組『ちょっとざわつくイメージ調査 もしかしてズレてる?』と同様にレギュラー期間中や終了後も1度もスペシャル放送はされなかった。
同年12月30日にTBSテレビの『クイズ☆正解は一年後』ではFUJIWARAの藤本敏史がこの番組の終了を予言した。

## 出演者
- MC：山崎育三郎、千鳥、高見侑里（フリーアナウンサー）
- レギュラー：村瀬哲史（学研プライムゼミ）

## スタッフ

### 番組終了時のスタッフ
- ナレーション：屋良有作（Vi-vo）、ならはしみき（アーツビジョン。第12回から）
- 構成：佐藤大地、山形遼介（第12回から）、高橋秀一、松田敬三、塚本翔太
- 美術プロデューサー：吉田敬
- 美術進行：椛田学
- 大道具：内海晴之
- 大道具操作：伊藤りえ
- アクリル装飾：石橋誉礼
- オブジェ：藤生由紀
- デザイン：飯塚洋行
- タイトルロゴ・CG：キャニットG
- 美術協力：フジアール
- メイク：春山輝江
- スタイリスト（第2回から）：百瀬豪、関敏明、宮本奈未
- TP：深谷高史
- TD/SW：宮本直也、新美高志（週替わり）
- CAM：新美高志、吉原喜久、河西純（週替わり）
- VE：山下悠介、水野博道、原啓教（週替わり）
- MIX：江川祐、本間祥吾（週替わり）
- LD：和氣善幸、曽我秀樹（週替わり）
- 技術協力：ニユーテレス、テレビ東京アート (ALTX)、CRAZY TV（毎週）、REC、イングス、ヌーベルバーグ、VIC、プレゼンス・クルー、turn up（週替わり）
- ロケ技術：本多晋、髙橋直記、加美山稔、伊計大介、塩谷翼、畠中宏、巽亮人、赤荻光男、向山勇大、芳川和也、岸上健二、J-crew、Seventy、港家、塩谷翼、中村昇一郎、前里裕、松島大恭、平山義典、星野伸男（週替わり）
- 編集：楠田惣彦、小林祐（第4回から）（週替わり）
- MA：小嶋雄介
- 音楽効果：國安啓
- TK：海東祐里奈、五味真琴
- リサーチ：高木美嘉、堀内大希
- 編成：青木裕子（関西テレビ）
- 宣伝：安田宜義（関西テレビ）
- 協力：品川イーストクリニック（毎週）他
- AD：森川政成（毎週）、松本奈緒美、杉野建（健）人、田端裕一、安井堅吾、八木瞭、斉藤諒、田中杏奈、山口英美、石原大輔、岡本将明、福田龍誠、丸尾直人、中蔦玲奈、野村夏帆、安井堅吾、藤本翔弥、樋口輝、原眞美、田中裕也、石田佳己、井上勇輝（週替わり）
- 制作進行：山野江美香、権田祐輔
- AP：藤林千絵、出井由紀、上島明子、三ツ木沙織（週替わり）
- フロアーディレクター/ディレクター：黒崎翔太郎（関西テレビ）
- フロアーディレクター/プロデューサー：川名良和（第3回ではプロデューサー）
- AP/プロデューサー：山中れい子
- コーナーディレクター：大阿久知浩、橋詰圭太（ディレクターの回あり）（週替わり）
- オフライン（第3回）：坂口雄祐、伊東英剛（不定期）
- ディレクター：栗崎圭悟、南川尚人 / 尾形正喜、竹本聡志、甲斐康道、衣鳩太樹、橋本伸行、佐藤一輝、小田清仁、三浦謙太郎、青木誉幸、高木剛、小澤雄一、久保基樹、野上貢、桑原正史、清田知宏、桂川壮平、茂木孝太、関屋公紀、後閑雄介、熊澤謙一、茂野悠介、佐藤啓、山本希江、水口智就、光用さやか、足立原円香、鈴木勇棋、伊藤馨志朗、宮内宏輔、稲子太輔、前田裕功、鈴木大介、織部裕基、篠原輝成、阿部史弥、町田亘（週替わり）
- 演出：田中慶
- 総合演出：髙橋諒太（関西テレビ）
- プロデューサー：東野和全（関西テレビ）、増村紀男、鈴木貴也（毎週）、田中栄次、倉田敬之、渡邊奈津子、茂木葉子、二階堂耕史、富田好美、渡邊崇士、飯塚優子、近藤貴彦、佐藤和之（週替わり）
- 制作協力：LOGIC ENTERTHINMENT[要検証 – ノート]（毎週）、メディアプルポ、ROFL、エンネットワーク、オフィスクレッシェンド、つくりて、BOマーズ、スペード・ワン（週替わり）
- 制作著作：関西テレビ

### 途中まで参加していたスタッフ
- 構成：政宗史子
- マルチ：大高貢（第1回）
- フードコーディネーター：渋澤雪絵（第1回）
- MA：吉村良太郎
- 編成：川村徹也（関西テレビ）
- 宣伝：前田香久（関西テレビ）
- AP：本山ひかる（毎週）

## 放送リスト
| 回 | 放送日          | 取材場所                           | 取材場所                           | リポーター                        | ゲスト                                                | 備考                                  |
| -- | --------------- | ---------------------------------- | ---------------------------------- | --------------------------------- | ----------------------------------------------------- | ------------------------------------- |
| 1  | 2018年 01月15日 | コロンビア・イスロテ               | コロンビア・イスロテ               | 菅谷哲也                          | 尾上松也 栗山千明                                     | 22:15 - 23:09に放送（15分繰り下げ）。 |
| 2  | 01月22日        | ネパール・ソウラハ                 | ネパール・ソウラハ                 | ベック                            | 勝俣州和 泉里香                                       |                                       |
| 3  | 01月29日        | ブラジル・ノイヴァ・ド・コルデイロ | ブラジル・ノイヴァ・ド・コルデイロ | 草刈麻有                          | 三田寛子 間宮祥太朗                                   |                                       |
| 4  | 02月05日        | インドネシア・カンポンペランギ     | インドネシア・カンポンペランギ     | ダイスケ                          | ヒロミ 新川優愛                                       |                                       |
| 5  | 02月12日        | オーストラリア・クーバーピディ     | オーストラリア・クーバーピディ     | 松浦司                            | 関根勤 深川麻衣                                       | 22:15 - 23:09に放送（15分繰り下げ）。 |
| 6  | 02月19日        | ロシア・オイミャコン               | ロシア・オイミャコン               | 入江甚儀                          | 野口健 眞鍋かをり                                     |                                       |
| 7  | 02月26日        | 日本                               | 北海道礼文島                       | アントニー（マテンロウ）          | 田中美佐子 岩田剛典（EXILE / 三代目 J Soul Brothers） |                                       |
| 7  | 02月26日        | 日本                               | 長崎県野崎島                       | スギちゃん                        | 田中美佐子 岩田剛典（EXILE / 三代目 J Soul Brothers） |                                       |
| 7  | 02月26日        | 日本                               | 東京都三宅島                       | あばれる君                        | 田中美佐子 岩田剛典（EXILE / 三代目 J Soul Brothers） |                                       |
| 8  | 03月05日        | ベナン・ガンビエ                   | ベナン・ガンビエ                   | 山田菜々                          | 岸谷五朗 杉山愛                                       |                                       |
| 9  | 03月12日        | イタリア・ストロンボリ島           | イタリア・ストロンボリ島           | あらぽん（ANZEN漫才）             | カンニング竹山 岡田結実                               |                                       |
| 10 | 03月19日        | ヨルダン・ペトラ                   | ヨルダン・ペトラ                   | 松井愛莉                          | 井森美幸 篠原信一                                     |                                       |
| 11 | 04月16日        | ブラジル・アマゾン川               | ブラジル・アマゾン川               | 大倉士門                          | 遠藤憲一 鈴木奈々                                     | 22:15 - 23:09に放送（15分繰り下げ）。 |
| 12 | 04月23日        | アメリカ合衆国・ハワイ             | アメリカ合衆国・ハワイ             | 浜口京子 浜口初枝                 | 三宅裕司 田中美佐子                                   |                                       |
| 12 | 04月23日        | スペイン・バレンシア               | スペイン・バレンシア               | 金子昇                            | 三宅裕司 田中美佐子                                   |                                       |
| 13 | 04月30日        | アメリカ合衆国・ハワイ             | アメリカ合衆国・ハワイ             | 浜口京子 浜口初枝                 | ヒロミ 木下優樹菜                                     |                                       |
| 13 | 04月30日        | ボリビア・ラパス                   | ボリビア・ラパス                   | 草刈麻有                          | ヒロミ 木下優樹菜                                     |                                       |
| 14 | 05月07日        | ニウエ                             | ニウエ                             | 庄司智春（品川庄司）              | 佐藤仁美 眞鍋かをり                                   |                                       |
| 15 | 05月14日        | ギリシャ・ヒオス島                 | ギリシャ・ヒオス島                 | 河邑ミク                          | YOU ダレノガレ明美                                    |                                       |
| 16 | 05月21日        | メキシコ・オアハカ州               | メキシコ・オアハカ州               | ぺえ                              | はるな愛 岡田圭右（ますだおかだ）                     |                                       |
| 17 | 05月28日        | ノルウェー・マーゼ                 | ノルウェー・マーゼ                 | 永瀬匡 和牛                       | 勝俣州和 小倉優子                                     |                                       |
| 18 | 06月04日        | フィジー・ナブニイビ村             | フィジー・ナブニイビ村             | 水野裕子                          | 北斗晶 松岡茉優                                       |                                       |
| 19 | 06月11日        | 日本・東京都台東区上野             | 日本・東京都台東区上野             | 三四郎                            | 梅沢富美男 鈴木奈々                                   | 22:15 - 23:09に放送（15分繰り下げ）。 |
| 19 | 06月11日        | アメリカ合衆国・ロサンゼルス       | アメリカ合衆国・ロサンゼルス       | （聞き込み調査）                  | 梅沢富美男 鈴木奈々                                   | 22:15 - 23:09に放送（15分繰り下げ）。 |
| 20 | 07月09日        | 日本・山梨県早川町                 | 日本・山梨県早川町                 | 千鳥                              | 井森美幸 川島明（麒麟） ギャル曽根                    | 22:30 - 23:24に放送（30分繰り下げ）。 |
| 20 | 07月09日        | スペイン・バルセロナ               | スペイン・バルセロナ               | （聞き込み調査）                  | 井森美幸 川島明（麒麟） ギャル曽根                    | 22:30 - 23:24に放送（30分繰り下げ）。 |
| 21 | 07月16日        | アメリカ合衆国・スワード           | アメリカ合衆国・スワード           | 野呂佳代                          | 髙嶋政宏 吉岡里帆                                     | 22:15 - 23:09に放送（15分繰り下げ）。 |
| 21 | 07月16日        | トルコ・イスタンブール             | トルコ・イスタンブール             | （聞き込み調査）                  | 髙嶋政宏 吉岡里帆                                     | 22:15 - 23:09に放送（15分繰り下げ）。 |
| 22 | 07月23日        | クロアチア                         | クロアチア                         | 青木愛                            | YOU カンニング竹山                                    |                                       |
| 22 | 07月23日        | スイス・チューリッヒ               | スイス・チューリッヒ               | （聞き込み調査）                  | YOU カンニング竹山                                    |                                       |
| 23 | 07月30日        | 日本・新潟県粟島                   | 日本・新潟県粟島                   | 庄司智春（品川庄司） 鈴木奈々     | 加藤一二三 はるな愛                                   |                                       |
| 23 | 07月30日        | イギリス・ロンドン                 | イギリス・ロンドン                 | （聞き込み調査）                  | 加藤一二三 はるな愛                                   |                                       |
| 24 | 08月06日        | ニュージーランド                   | ニュージーランド                   | 春日俊彰（オードリー） かまいたち | 藤本敏史（FUJIWARA） 佐藤仁美                         |                                       |
| 25 | 08月13日        | スペイン・ロンダ                   | スペイン・ロンダ                   | 草刈麻有                          | 岡田圭右（ますだおかだ） 眞鍋かをり 渡辺満里奈        |                                       |
| 25 | 08月13日        | ロシア                             | ロシア                             | （聞き込み調査）                  | 岡田圭右（ますだおかだ） 眞鍋かをり 渡辺満里奈        |                                       |
| 26 | 08月20日        | 日本・静岡県西伊豆町               | 日本・静岡県西伊豆町               | はるな愛 アントニー（マテンロウ） | 渡辺満里奈 東貴博                                     |                                       |
| 26 | 08月20日        | シンガポール                       | シンガポール                       | （聞き込み調査）                  | 渡辺満里奈 東貴博                                     |                                       |
| 27 | 08月27日        | メキシコ                           | メキシコ                           | （聞き込み調査）                  | アンミカ                                              |                                       |
| 28 | 09月03日        | 日本・滋賀県琵琶湖沖島             | 日本・滋賀県琵琶湖沖島             | りゅうちぇる ぺえ                 | 川島明（麒麟） ベッキー                               |                                       |
| 29 | 09月10日        | 日本・山梨県北杜市高根町清里       | 日本・山梨県北杜市高根町清里       | 平野ノラ マイケル富岡             | 早見優 又吉直樹（ピース）                             | 22:15 - 23:09に放送（15分繰り下げ）。 |
| 29 | 09月10日        | 日本・岩手県久慈市                 | 日本・岩手県久慈市                 | ダイアン                          | 早見優 又吉直樹（ピース）                             | 22:15 - 23:09に放送（15分繰り下げ）。 |
| 29 | 09月10日        | 台湾・台北市                       | 台湾・台北市                       | （聞き込み調査）                  | 早見優 又吉直樹（ピース）                             | 22:15 - 23:09に放送（15分繰り下げ）。 |

## 放送局・配信元

### テレビ放送
| 放送対象地域   | 放送局                   | 系列           | 放送期間                | 放送日時           | ネット状況 |
| -------------- | ------------------------ | -------------- | ----------------------- | ------------------ | ---------- |
| 近畿広域圏     | 関西テレビ (KTV)         | フジテレビ系列 | 2018年1月15日 - 9月10日 | 月曜 22:00 - 22:54 | 制作局     |
| 北海道         | 北海道文化放送 (uhb)     | フジテレビ系列 | 2018年1月15日 - 9月10日 | 月曜 22:00 - 22:54 | 同時ネット |
| 岩手県         | 岩手めんこいテレビ (mit) | フジテレビ系列 | 2018年1月15日 - 9月10日 | 月曜 22:00 - 22:54 | 同時ネット |
| 宮城県         | 仙台放送 (OX)            | フジテレビ系列 | 2018年1月15日 - 9月10日 | 月曜 22:00 - 22:54 | 同時ネット |
| 秋田県         | 秋田テレビ (AKT)         | フジテレビ系列 | 2018年1月15日 - 9月10日 | 月曜 22:00 - 22:54 | 同時ネット |
| 山形県         | さくらんぼテレビ (SAY)   | フジテレビ系列 | 2018年1月15日 - 9月10日 | 月曜 22:00 - 22:54 | 同時ネット |
| 福島県         | 福島テレビ (FTV)         | フジテレビ系列 | 2018年1月15日 - 9月10日 | 月曜 22:00 - 22:54 | 同時ネット |
| 関東広域圏     | フジテレビ (CX)          | フジテレビ系列 | 2018年1月15日 - 9月10日 | 月曜 22:00 - 22:54 | 同時ネット |
| 新潟県         | 新潟総合テレビ (NST)     | フジテレビ系列 | 2018年1月15日 - 9月10日 | 月曜 22:00 - 22:54 | 同時ネット |
| 富山県         | 富山テレビ (BBT)         | フジテレビ系列 | 2018年1月15日 - 9月10日 | 月曜 22:00 - 22:54 | 同時ネット |
| 石川県         | 石川テレビ (ITC)         | フジテレビ系列 | 2018年1月15日 - 9月10日 | 月曜 22:00 - 22:54 | 同時ネット |
| 福井県         | 福井テレビ (ftb)         | フジテレビ系列 | 2018年1月15日 - 9月10日 | 月曜 22:00 - 22:54 | 同時ネット |
| 長野県         | 長野放送 (NBS)           | フジテレビ系列 | 2018年1月15日 - 9月10日 | 月曜 22:00 - 22:54 | 同時ネット |
| 静岡県         | テレビ静岡 (SUT)         | フジテレビ系列 | 2018年1月15日 - 9月10日 | 月曜 22:00 - 22:54 | 同時ネット |
| 中京広域圏     | 東海テレビ (THK)         | フジテレビ系列 | 2018年1月15日 - 9月10日 | 月曜 22:00 - 22:54 | 同時ネット |
| 島根県・鳥取県 | 山陰中央テレビ (TSK)     | フジテレビ系列 | 2018年1月15日 - 9月10日 | 月曜 22:00 - 22:54 | 同時ネット |
| 岡山県・香川県 | 岡山放送 (OHK)           | フジテレビ系列 | 2018年1月15日 - 9月10日 | 月曜 22:00 - 22:54 | 同時ネット |
| 広島県         | テレビ新広島 (tss)       | フジテレビ系列 | 2018年1月15日 - 9月10日 | 月曜 22:00 - 22:54 | 同時ネット |
| 愛媛県         | テレビ愛媛 (EBC)         | フジテレビ系列 | 2018年1月15日 - 9月10日 | 月曜 22:00 - 22:54 | 同時ネット |
| 高知県         | 高知さんさんテレビ (KSS) | フジテレビ系列 | 2018年1月15日 - 9月10日 | 月曜 22:00 - 22:54 | 同時ネット |
| 福岡県         | テレビ西日本 (TNC)       | フジテレビ系列 | 2018年1月15日 - 9月10日 | 月曜 22:00 - 22:54 | 同時ネット |
| 佐賀県         | サガテレビ (STS)         | フジテレビ系列 | 2018年1月15日 - 9月10日 | 月曜 22:00 - 22:54 | 同時ネット |
| 長崎県         | テレビ長崎 (KTN)         | フジテレビ系列 | 2018年1月15日 - 9月10日 | 月曜 22:00 - 22:54 | 同時ネット |
| 熊本県         | テレビくまもと (TKU)     | フジテレビ系列 | 2018年1月15日 - 9月10日 | 月曜 22:00 - 22:54 | 同時ネット |
| 鹿児島県       | 鹿児島テレビ (KTS)       | フジテレビ系列 | 2018年1月15日 - 9月10日 | 月曜 22:00 - 22:54 | 同時ネット |
| 沖縄県         | 沖縄テレビ (OTV)         | フジテレビ系列 | 2018年1月15日 - 9月10日 | 月曜 22:00 - 22:54 | 同時ネット |

### ネット配信
- TVer - 関西テレビをはじめとするフジテレビ系列での放送終了直後から次回放送日の21:59まで最新話のみ配信。
- GYAO! - 関西テレビをはじめとするフジテレビ系列での放送終了後の翌日17:00から、次回放送日の20:59まで、最新回のみを配信。